# Hypsoropha adeona
Hypsoropha adeona är en fjärilsart som beskrevs av Druce 1889. Hypsoropha adeona ingår i släktet Hypsoropha och familjen nattflyn. Inga underarter finns listade i Catalogue of Life.